# Бини и Сесил
«Бини и Сесил» — американский анимационный телесериал, созданный Бобом Клэмпеттом по заказу Американской телерадиовещательной компании. Данный мультфильм был основан накукольном шоу «Время для Бини», которое Клэмпетт продюсировал для Парамаунт Пикчерз и её дочерней компании Парамаунт Телевижн Нетворк с 1949 года. Впервые сериал был показан в 1962 году как в качестве сегмента программы"Приколы Мэтти", позже переименованного в «Бини и Сесил». Недолговечное возрождение «Новых приключений Бини и Сесила» было выпущено в 1988 году.
Несмотря на то что это был детский мультфильм, в нём имелись отсылки на поп-культуру, и немного взрослых шуточек, что и привлекло старшее поколение к просмотру. Некоторые сюжеты и высказывания можно было распознать как пасквили на актуальные политические темы.
Наряду с «Джетсонами» и «Флинстоунами», это был один из первых трех цветных телесериалов телесети ABC (первый сезон, однако, изначально был показан в черно-белом варианте, поскольку ABC не могла транслировать цветные программы до сентября 1962 года).

## История
«Бини и Сесил» были созданы аниматором Бобом Клэмпеттом после того, как он уволился из Warner Bros., где снимал короткометражные мультфильмы. Есть теория, что Клэмпетт придумал Сесила, когда будучи пацаном, когда увидел плывущую половину динозавра под водой в конце фильма 1925 года Затерянный мир
Первоначально Клэмпетт создал эту идею в виде телесериала под названием «Время для Бини», который транслировался с 28 февраля 1949 по 1955 год. Кукольный спектакль «Время для Бини» продемонстрировал таланты опытных актёров озвучивания Стэна Фреберга в роли Сесила и нечестного Джона, а также Доуса Батлера в роли Бини и дяди Капитана.
Клэмпетт возродил сериал в театральной анимационной форме, но Фреберг и Батлер не стали озвучивать преждних персонажей 11 октября 1959 года мультсериал был представлен под названием Matty's Funday Funnies, названный в честь «Мэтти Маттел», анимационного представителя своего основного спонсора, компании Mattel Toys. Однако в то время в сериале были показаны старые театральные мультфильмы Paramount. Новый мультсериал «Бини и Сесил» заменил «Приколы Мэтти» (без «Веселого дня») в январе 1962 года и транслировался по субботам в прайм-тайм в течение оставшейся части телевизионного сезона 1961/62 годов телеканалом ABC. Новые мультфильмы заменили знаменитые студийные мультфильмы о дружелюбном призраке Каспере и маленькой Одри, а также другие части «Веселых приколов Мэтти». Позже программа была переименована в «Шоу Бини и Сесила».
После 1962 года 26 показов (включая 78 мультфильмов) повторялись по субботам утром в течение следующих двух лет и по воскресеньям утром ещё в течение трех лет. В мультфильме рассказывалось о мальчике Бини и морском змее Сесиле, страдающих морской болезнью, которые отправляются в серию приключений, часто для того, чтобы обнаружить древние цивилизации и артефакты. Эти выходки изобиловали мультяшными фарсами и каламбурами.
До выхода мультсериала, но одновременно с кукольным шоу, Клэмпетт создал серию комиксов о приключениях Бинни и Сесила для Dell Comics. Иллюстрации к этой серии комиксов, издававшейся с 1951 по 1954 год, были нарисованы Джеком Брэдбери.
В 1988 году шоу было возрождено под названием «Новые приключения Бини и Сесила» компанией DiC Entertainment. Было снято всего восемь серий, и только пять из них вышли в эфир. Эта версия шоу была спродюсирована и срежиссирована Джоном Кричфалуси, который позже создал шоу Рена и Стимпи, и использовала голоса Билли Уэста, который также озвучивал персонажей Рена (в третьем сезоне и позже) и Стимпи.